# Adaline (Virginia Occidental)
Adaline es un área no incorporada ubicada en el condado de Marshall (Virginia Occidental) Estados Unidos. Está catalogada como un asentamiento humano por la Junta de Nombres Geográficos de los Estados Unidos. Su número de identificación (ID) es 1553693. Se encuentra a 240 m s. n. m. (787 pies).

## Historia
Se estableció una oficina de correos en 1851 y permaneció en funcionamiento hasta 1924.